# Aulo Postúmio Albino (cônsul em 99 a.C.)
Aulo Postúmio Albino (m. 88 a.C.; em latim: Aulus Postumius Albinus) foi um político da gente Postúmia da República Romana eleito cônsul em 99 a.C. com Marco Antônio Orador. Cícero menciona-o como um grande orador. Aulo provavelmente era neto de Espúrio Postúmio Albino Magno, cônsul em 148 a.C., sobrinho do cônsul em 110 a.C., Espúrio Postúmio Albino e filho de Aulo Postúmio Albino Magno, que foi propretor da província romana da África, o general da força romana que foi atacada pelo rei da Numídia de Jugurta. Aulo foi o pai adotivo do militar e assassino de Júlio César, Décimo Júnio Bruto Albino (por isso Bruto recebeu o agnome de "Albino").

## Carreira
Foi eleito cônsul em 99 a.C. com Marco Antônio Orador. Durante seu governo, um senatus consultum sobre um tema religioso relativo a Marte foi aprovado. Aulo participou da Guerra Social do lado de Lúcio Cornélio Sula, de quem foi legado. Era especialmente impopular perante seus soldados por sua severidade excessiva em todas as ocasiões e acabou sendo apedrejado, provavelmente em 88 a.C..